# Милкова, Мария Васильевна
Мари́я Васи́льевна Милко́ва (24 ноября 1924, Владивосток — 27 мая 1983, Ленинград) — советская актриса театра и кино, певица.

## Биография
Мария Милкова родилась во Владивостоке 24 ноября 1924 года во Владивостоке в семье служащих.
В 1940 году окончила Приморское театральное училище. Театральная карьера Марии Милковой началась в 1939 году в Приморском краевом театре юного зрителя. В 1940-х гг. играла на сценах Театра тихоокеанского флота и Приморского краевого драматического театра им. М. Горького.
После окончания Великой Отечественной войны переехала в Ленинград, где была принята в труппу Ленинградского театра им. Ленинского Комсомола.
Работу в театре Мария Милкова всегда совмещала с концертными выступлениями в качестве певицы. Актриса обладала красивым академическим вокалом (колоратурное сопрано) и исполняла популярные оперные партии. После выхода на пенсию в 1979 году, Мария Милкова полностью сосредоточилась на концертной деятельности.
Скончалась 27 мая 1983 года после продолжительной болезни. Похоронена на Ново-Волковском кладбище Санкт-Петербурга.

## Личная жизнь
В 1949 году Мария Милкова состояла в непродолжительных отношениях с известным театральным режиссёром Георгием Товстоноговым, который тогда был приглашён в Ленинград на должность главного режиссера Театра имени Ленинского комсомола.
Сын — Вадим Милков-Товстоногов (род. 1950) — советский и российский оперный режиссёр.

## Роли в кино
- Улица полна неожиданностей, СССР, 1957 г. — эпизод, нет в титрах
- Фома Гордеев, СССР, 1959 г. — Софья Павловна Медынская[3]

## Избранные роли в театре
Приморский краевой ТЮЗ 
- 1939 г. — «Снежная королева» — Герда

 Театр тихоокеанского флота 
- 1941 г. — «Парень из нашего города» — Варя
- 1941 г. — «Продолжение следует» — Конни
- 1942 г. — «Лгун» — Розаура

 Приморский краевой драматический театр им. М. Горького 
- 1946 г. — «День чудесных обманов» — Инесса
- 1946 г. — «Под каштанами Праги» — Маша
- 1946 г. — «Старые друзья» — Сима
- 1946 г. — «Встреча с юностью»
- 1947 г. — «Вас вызывает Таймыр»
- 1947 г. — «Три сестры» — Ирина
- 1947 г. — «Глубокие корни» — Дженевра
- 1947 г. — «Егор Булычёв» — Антонина
- 1948 г. — «Отелло» — Дездемона

 Ленинградский театр им. Ленинского Комсомола 
- 1949 г. — «На той стороне» — Катя Беляева
- 1949 г. — «Барышня-крестьянка» — Лиза
- 1949 г. — «Где-то в Сибири» — Галя
- 1949 г. — «Закон Ликурга» — Сондра Финчли
- 1949 г. — «Аленький цветочек» — Алёнушка
- 1951 г. — «Кто смеётся последним» — Зиночка
- 1953 г. — «Новые люди» — Жюли
- 1953 г. — «Три соловья, д. 17» — Лула
- 1955 г. — «Пароход зовут Орлёнок» — Любаша
- 1956 г. — «Смейся, паяц!»
- 1958 г. — «Никто» — туристка
- 1963 г. — «Петровка, 38» — секретарь комиссара
- 1964 г. — «Сирано де Бержерак» — Лиза
- 1968 г. — «Что к чему» — школьная учительница
- 1968 г. — «Соломенная шляпка» — баронесса
- 1970 г. — «Две зимы и три лета» — солдатская вдова
- 1970 г. — «Любовь Яровая» — Горностаева
- 1971 г. — «С любимыми не расставайтесь» — тёща

## Награды
- Медаль «В память 250-летия Ленинграда»
- Медаль «Ветеран труда»